# Hidrocarboneto aromático
Hidrocarbonetos aromáticos (também denominados arenos) são compostos caracterizados por apresentar ligações sigma e elétrons pi deslocalizados entre átomos de carbono em uma cadeia fechada. Em contraste, hidrocarbonetos alifáticos não possuem essa deslocalização. O termo "aromático" foi designado antes do mecanismo físico determinante da Aromaticidade fosse descoberto; o termo foi cunhado pelo simples fato que vários compostos possuírem fortes odores. A configuração de seis carbonos em compostos aromáticos é conhecido como anel benzênico, a partir do benzeno (C6H6) que é o mais simples dos aromáticos. Hidrocarbonetos aromáticos podem ser monocíclicos ou policíclicos.
Alguns compostos não baseados em benzeno são chamados de heteroarenos, e seguem a Regra de Hückel (para anéis monocíclicos: o número de elétrons pi é igual a 4n + 2, onde n = 0,1 , 2, 3, ...) também são compostos aromáticos. Neles, pelo menos um carbono é substituído por um héteroátomo como Oxigênio, Nitrogênio ou Enxofre.
Existem poucos hidrocarbonetos que possuem aromaticidade além do benzeno e compostos relacionados (anéis fundidos). A aromaticidade também ocorre em outras cadeias cíclicas. O furano, por exemplo,é um composto aromático em que o anel é formado por 4 átomos de carbono e um de oxigênio.
Quando apresentam um só grupamento, o nome desse procede o nome da cadeia principal (ver benzeno).
Quando apresentar mais de um grupamento a numeração deve começar por um dos carbonos ramificados e prosseguir de tal forma que os grupamentos estejam nos carbonos de menor número possível. Uma nomenclatura típica é: orto, meta e para (posições 1,2/1,3/1,4 respectivamente).
Esses compostos apresentam uma nomenclatura particular, que não segue as regras utilizadas na nomenclatura dos outros hidrocarbonetos. Além disso, não existe uma fórmula geral para todos os aromáticos.

## Reações de compostos aromáticos

### Reações de substituição aromática eletrolítica

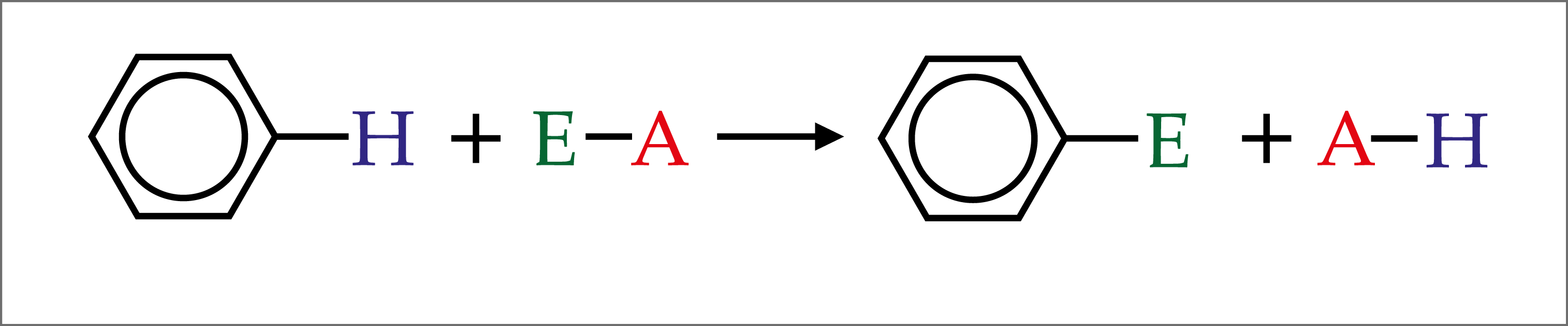
270.994x270.994px

São reações de substituição em arenos envolvendo a presença de reagentes eletrolíticos (representado pela letra E na imagem 1 a seguir, e pode representar um cátion ou qualquer espécie com carga positiva parcial) responsáveis pela inserção direta de grupos como nitro (NO2), halogênios ou acilas (SOLOMONS e FRYHLE, 2001).
A região onde há a presença de elétrons π é bastante suscetível a um ataque eletrofílico, porém os arenos, ao contrário dos alcenos (que realizam reações de adição na presença de um eletrófilo), realizam reações de substituição, pois assim, conseguem readquirir suas propriedades aromáticas após a introdução do grupo no anel (SOLOMONS e FRYHLE, 2001).

#### Halogenação

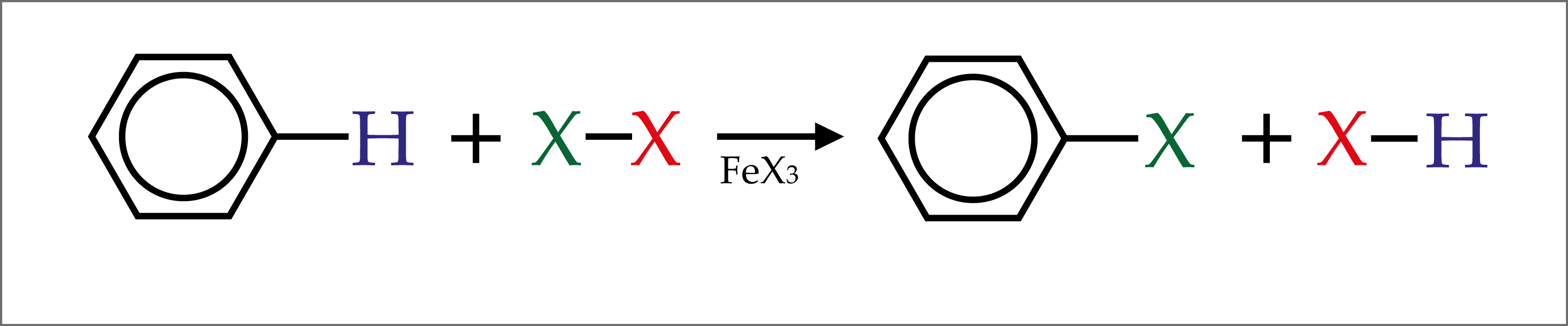
272.997x272.997px

Introdução de um halogênio (X) ao composto aromático, como mostrado de maneira resumida imagem 2 a seguir:
A reação não ocorre sem a presença de um ácido de Lewis que é o responsável por liberar no meio reacional o eletrófilo, no caso, um cátion do halogênio. Os ácidos mais comuns são FeBr3 e FeCl3 (SOLOMONS e FRYHLE, 2001).

#### Nitração

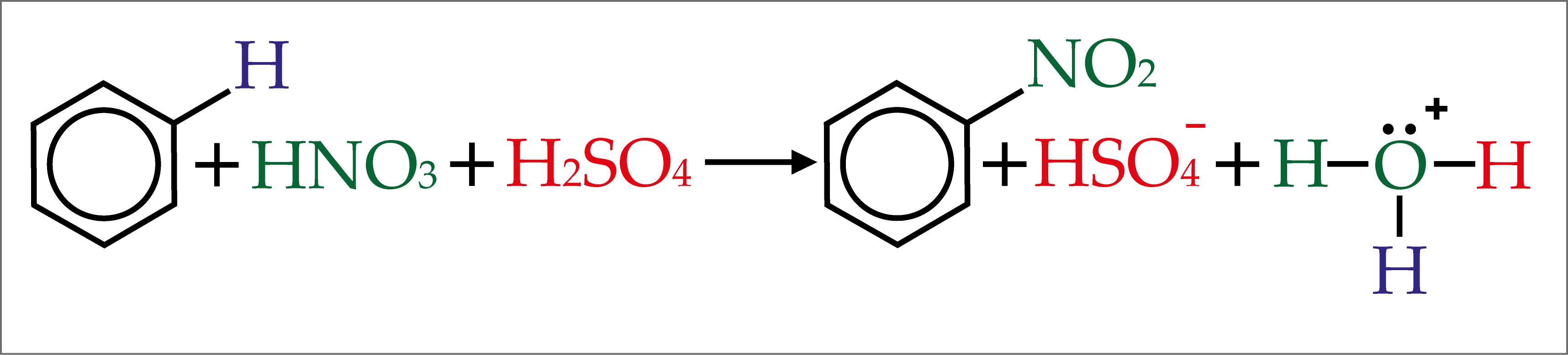
Imagem 3

Introdução de um grupo nitro (NO2) ao composto aromático, como mostrado de maneira resumida na imagem 3.
A reação ocorre mais rapidamente à presença do ácido sulfúrico concentrado por aumentar a concentração do eletrófilo (NO2-) no meio reacional (SOLOMONS e FRYHLE, 2001).

#### Sulfonação

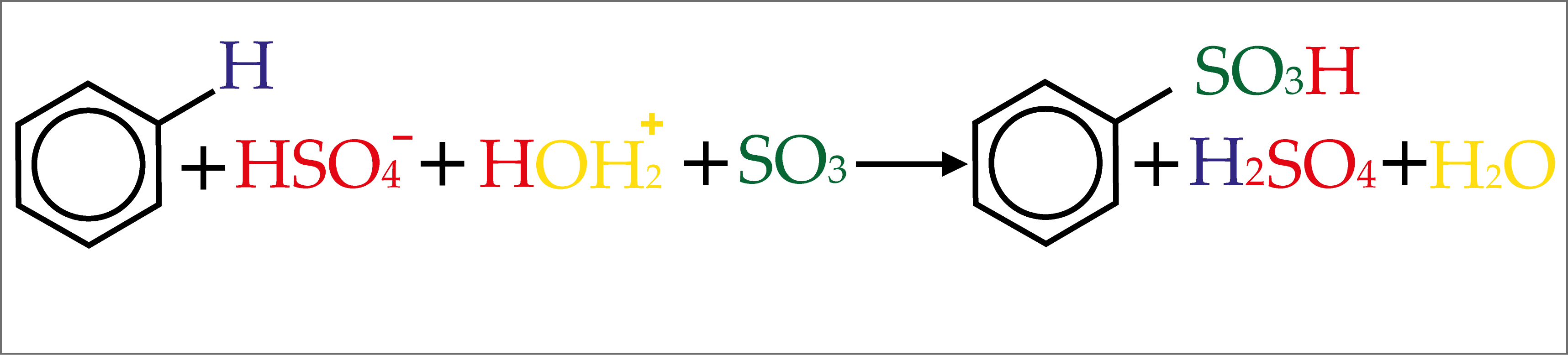
272.997x272.997px

Introdução de um grupo hidrogenossulfito (HSO3-) ao composto aromático, como mostrado de maneira resumida na imagem 4.

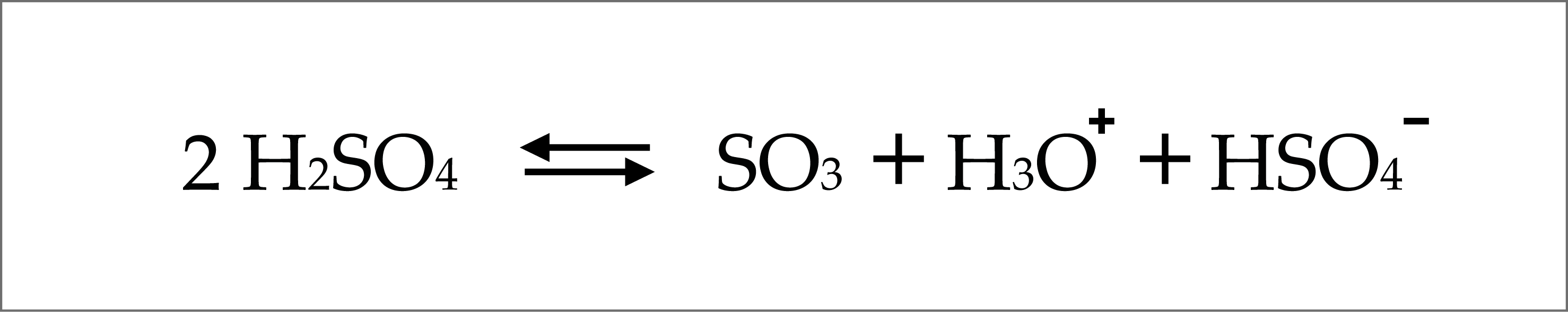
275.994x275.994px

Em uma solução de ácido sulfúrico concentrado, ocorre o seguinte equilíbrio, ilustrado na imagem 5. 
O SO3 formado no equilíbrio atua como eletrófilo na reação, por isso a reação ocorre mais rapidamente em ácido sulfúrico fumegante (ácido sulfúrico com uma concentração maior de SO3) (SOLOMONS e FRYHLE, 2001). 

#### Alquilação de Friedel-Crafts

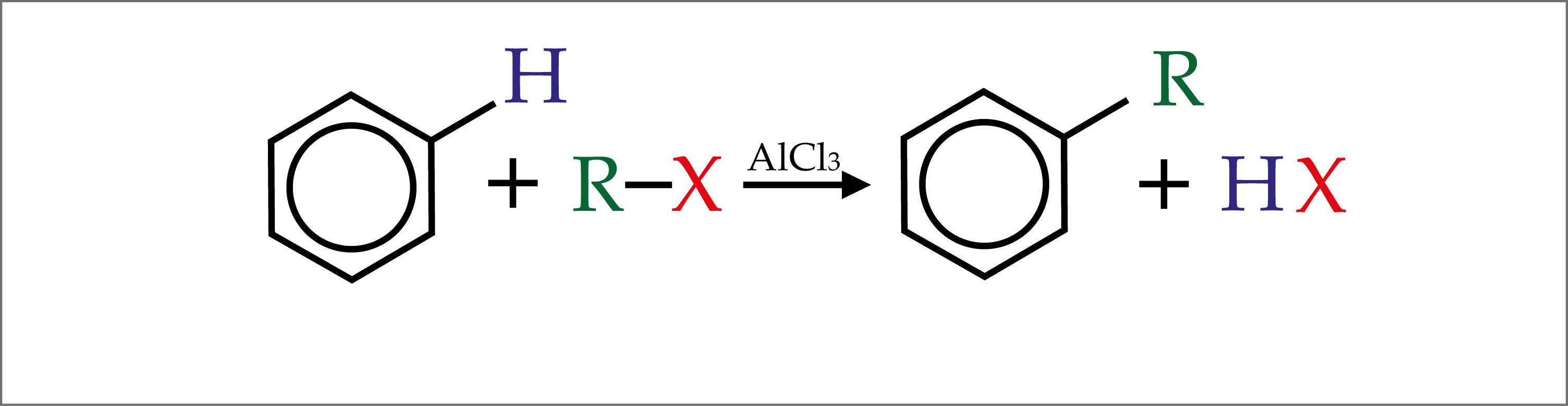
275.994x275.994px

Introdução de uma cadeia (R) proveniente de uma espécie capaz de formar um carbocátion, como por exemplo um haleto de alquila (R-X, exceto haletos primários, que não formam carbocátion). O ácido de Lewis será responsável por transformar a cadeia utilizada em um eletrófilo, porém, qualquer outra combinação de reagentes que resulte em um carbocátion poderá ser utilizada, como um alceno e um ácido (SOLOMONS e FRYHLE, 2001).

#### Acilação de Friedel-Crafts

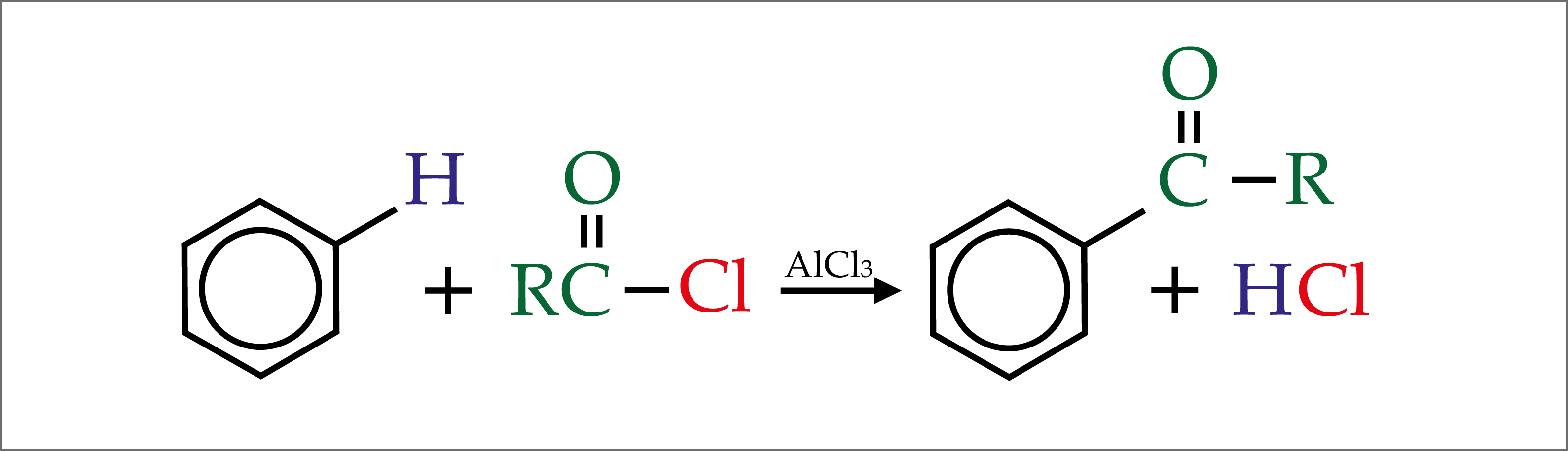
277.997x277.997px

Introdução de um grupo de acila ao composto aromático (como mostrado na imagem 7) a partir da formação do íon acílio que atuará como eletrófilo (SOLOMONS e FRYHLE, 2001).